# Fruktuozus z Bragi
Fruktuozus z Bragi, również Fruktuoz z Bragi, port. Frutuoso de Braga, Frutuoso de Dume (ur. z pocz. VII wieku, zm. ok. 660-670) – opat i biskup Dumio (od 654/656) oraz arcybiskup Bragi (od 656), założyciel wielu klasztorów, dla których napisał reguły: Reguła klasztoru w Alcala (Regula Complutensis) oraz Reguła życia wspólnego (Regula Communis). Reguły te dotyczyły tzw. klasztorów podwójnych – to znaczy takich, w których wspólnoty mnichów i mniszek żyły razem pod przewodnictwem jednego przełożonego (lub przełożonej). Zachowały się również dwa Listy Fruktuoza z Bragi. Jeden z nich adresowany jest do króla Recceswinta, drugi do biskupa Saragossy Brauliona.
Imię świętego pochodzi od łacińskiego przymiotnika fructuosus, który oznacza pożyteczny, urodzajny.
Wspomnienie liturgiczne świętego obchodzone jest 16 kwietnia.